# The Age of Nero
The Age of Nero – siódmy album studyjny norweskiej grupy black metalowej Satyricon, wydany w 2008 roku. Był to również ostatni album przed przerwą w działalności formacji w 2009 roku.

## Realizacja
Nagrania odbyły się w maju i czerwcu 2008 roku w Sound City Studios w Los Angeles w Kalifornii w Stanach Zjednoczonych. Podczas sesji zespół współpracował z producentem muzycznym Joe Barresim.  
Autorem wszystkich kompozycji i tekstów na płycie był Sigurd "Satyr" Wongraven, którego w procesie komponowania wspierał Snorre Ruch znany z formacji Thorns. Sigurd "Satyr" Wongraven o albumie:

The Age Of Nero w całości brzmi inaczej niż pozostałe płyty, mimo że wciąż brzmi jak Satyricon. Tym razem zależało mi na uzyskaniu możliwie najbardziej organicznego, analogowego brzmienia, z którego słynie Joe Baresi (współpracował m.in. z Kyusss, Tool, czy Queens Of The Stone Age – przyp. ZZ). Początkowo wcale nie myślałem o nim, tylko wiedziałem, że do tego materiału, który napisałem, będzie pasowała bardziej tradycyjna produkcja, Myślałem o kimś, kto potrafiłby uzyskać takie brzmienie z tą muzyką, którą miałem. Joe znam od wielu lat i bardzo lubię płyty, przy których pracował.

## Wydanie i promocja

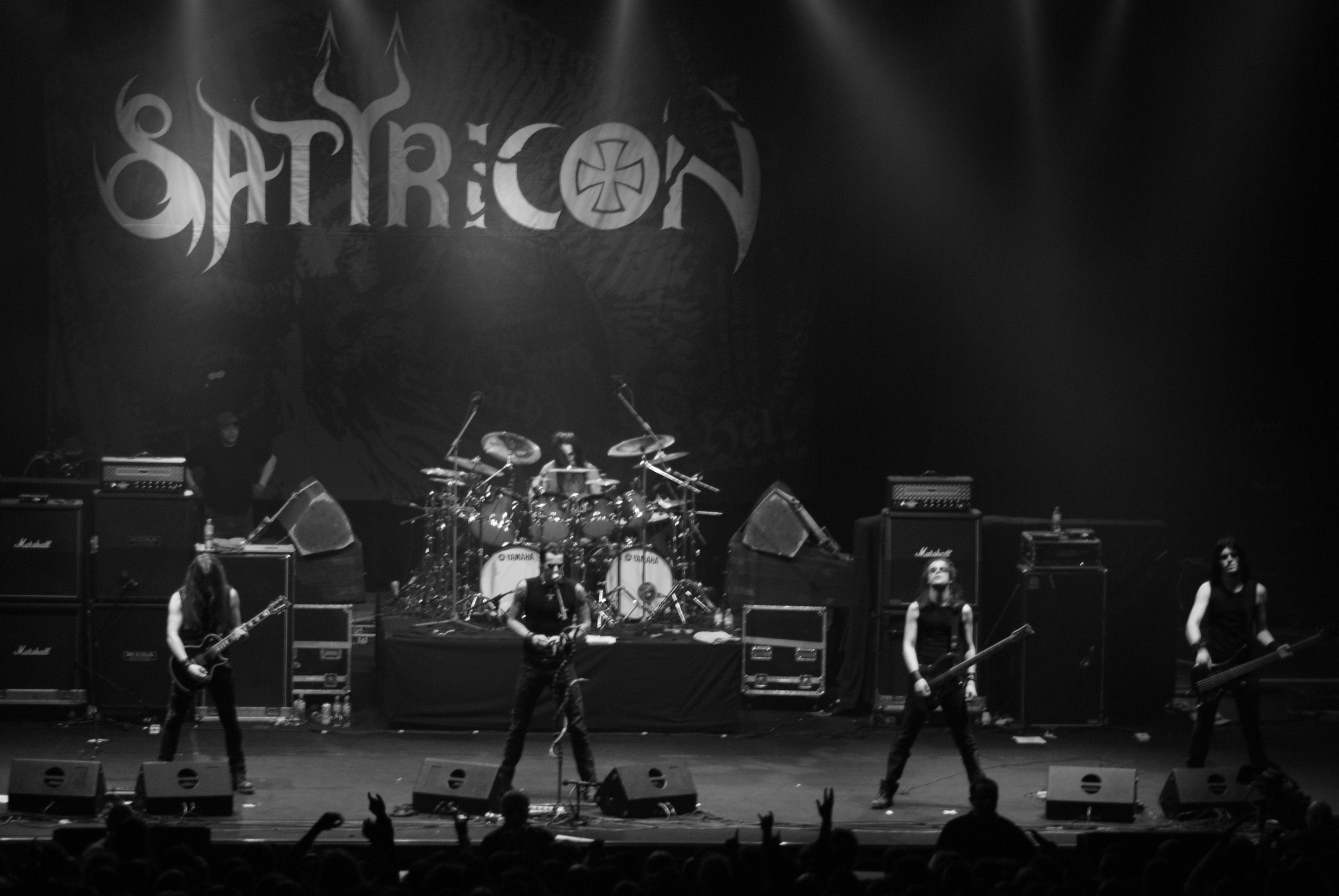
Zespół Satyricon podczas koncertu na festiwalu Metalmania w katowickim Spodku 8 marca 2008 roku

Wydawnictwo okazało się 3 listopada 2008 roku nakładem wytwórni muzycznej Roadrunner Records w wersji CD, w dwupłytowej edycji limitowanej digipak oraz w jako limitowany dwupłytowy box set. 
Album ukazał się również nakładem Indie Recordings w Norwegii 3 listopada 2008 roku w wersji CD, w dwupłytowej edycji limitowanej digipak oraz w jako limitowany dwupłytowy box set zawierający plakat oraz naklejkę. Wydawnictwo zadebiutowało na 18. miejscu listy Top Heatseekers w Stanach Zjednoczonych sprzedając się w przeciągu czterech miesięcy od premiery w nakładzie 6000 egzemplarzy. Z kolei w Norwegii album zadebiutował na 5. miejscu VG-lista. Był to najgorszy wynik od czasu wydanej w 1999 roku płyty Rebel Extravaganza, która zadebiutowała na 32. w ojczyźnie Satyricon. 
W ramach promocji The Age of Nero 20 października 2008 roku został wydany singel "Black Crow on a Tombstone" do którego został zrealizowany również teledysk w reżyserii Ove Heiborga i Fredrika Kiosteruda.
W drugim kwartale 2009 roku zespół opuścił Victor Brandt, którego zastąpił Anders Odden. Przyczyną odejścia Brandt, który brał udział w nagraniach The Age of Nero były nieporozumienia na tle personalnym. W kwietniu i maju zespół odbył skandynawską trasę koncertową w ramach której promował The Age of Nero. Zespół Satyricon był wspierany przez formacje Degradead i Zonaria. Ostatnią trasą koncertową promującą płytę była Finale In Black w 2009 roku, która również ostatnimi występami przed przerwą w działalności Satyricon. Koncerty formacji poprzedzały grupy Shining, Negura Bunget oraz Dark Fortress. Sigurd "Satyr" Wongraven o przerwie w działalności wypowiedział się następująco:

Po dłuższej przerwie w koncertach i powrocie kilka lat później, niektórzy ludzie mogą już nie być z nami. Jednakże nie będziemy robić nic dramatycznego, spróbujemy kilku nowych rzeczy, które moim zdaniem będą dobre dla Satyricon. Powodem dla którego to robimy jest chęć kontynuacji rozwoju naszego brzmienia. W tym momencie jesteśmy zadowoleni z tego co robimy, ale kontynuacja byłaby niewątpliwie stagnacją, dlatego musimy być pewni że do tego nie dojdzie.

## Recenzje

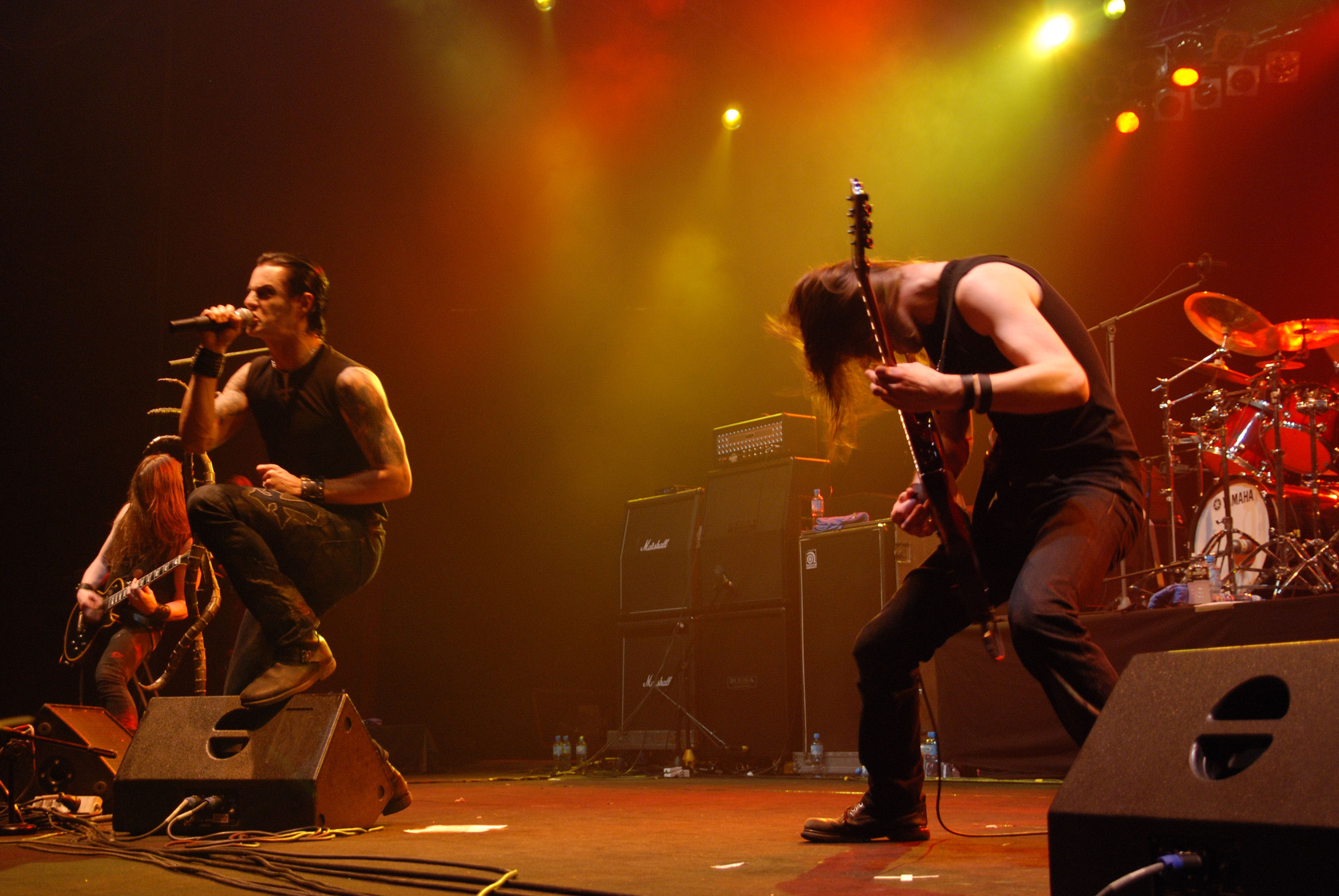
Zespół Satyricon podczas koncertu na festiwalu Metalmania w katowickim Spodku 8 marca 2008 roku

Wydawnictwo spotkało się z niejednoznacznym przyjęciem ze strony krytyków muzycznych.
Natomiast Przemysław Jurek na łamach serwisu Nuta.pl zwrócił na nowoczesne brzmienie poszczególnych instrumentów oraz dobitność wokaliz Wongravena. Negatywnie o wydawnictwie wypowiedział się dziennikarz magazynu Teraz Rock - Jordan Babula, który napisał:

Dawno porzuciłem nadzieję, że Satyricon wyda jeszcze coś porównywalnie mocnego co Rebel Extravaganza, ale że z płyty na płytę będzie grał coraz grzeczniej i coraz bardziej przewidywanie – tego nigdy bym się nie spodziewał. Przy numerach z The Age Of Nero radiowy hit, jakim w Norwegii był przed sześciu laty Fuel For Hatred, wydaje się szczytem metalowego ekstremum. Album nagrywany był w tym samym studiu co nowa Metallica, ale do tego Satyr i Frost nie powinni się przyznawać, bo gładziutkie brzmienie The Age Of Nero daje wrażenie, że to Metallica gra ciężko i ostro, a Satyricon walczy o listy przebojów. Biorąc pod uwagę, że połowa z nowych utworów trwa po cztery minuty i ma zgrabniutką, zwartą strukturę, można nabrać podejrzeń, że tak jest w istocie... Satyr szczyci się tym, że współpracujący z nim Joe Baressi był „tylko technicznym”, nie miał nic do powiedzenia w sprawie zawartości albumu.

## Lista utworów
Opracowano na podstawie materiału źródłowego.
1. "Commando" – 4:29
2. "The Wolfpack" – 4:05
3. "Black Crow on a Tombstone" – 3:52
4. "Die By My Hand" – 7:07
5. "My Skin Is Cold" – 5:15
6. "The Sign of the Trident" – 6:58
7. "Last Man Standing" – 3:40
8. "Den Siste" – 7:24

| CD 2 (bonus Ltd. DG, Box) |
| --- |
| 1. "My Skin Is Cold" (EP Version) – 5:07 2. "Live Through Me" – 5:12 3. "Existential Fear-Questions" – 6:01 4. "Repined Bastard Nation" (Live from Gjallarhorn) – 5:49 5. "Mother North" (Live from Gjallarhorn) – 9:06 6. "The Pentagram Burns" (Radio Edit) – 4:03 7. "Last Man Standing" (Guitar Wall Mix) – 3:38 8. "Den Siste" (Analog Mix) – 7:22 9. "K.I.N.G." (Video) – 3:33 (reżyseria: John Nothingworth) 10. "The Pentagram Burns" (Video) – 4:05 (reżyseria: Havard Arnstad) |

## Twórcy
Opracowano na podstawie materiału źródłowego.
| Członkowie zespołu - Sigurd "Satyr" Wongraven – śpiew, gitara, instrumenty klawiszowe, produkcja - Kjetil-Vidar "Frost" Haraldstad – perkusja Muzycy sesyjni/Goście - Snorre Ruch – gitara, instrumenty klawiszowe, kompozytor - Victor Brandt – gitara basowa - Windhfyr – instrumenty klawiszowe w utworach "Die By My Hand" oraz "Den Siste" - Terje Midtgård – puzon w utworze "Den Siste" - Øivind Westby – puzon w utworze "Den Siste" - Eirik Devold – puzon w utworze "Den Siste" - Thomas Røisland – tuba w utworze "Den Siste" - Chór w utworze "Die By My Hand" w wykonaniu Grex Vocalis w składzie: - Bjørn Bugge - Christian Lyder Marstrander - Sturla Flem Rinvik - Arild Rohde - Andrew John Smith - Kjell Viig | Produkcja - Joe Barresi – inzynieria dźwięku, miksowanie - Josh Smith – asystent produkcyjny (Sound City Studio) - Erik Ljunggren – efekty dźwiękowe, inżynieria dźwięku (Subsonic Society Studio) - Lars Klokkerhaug – inżynieria dźwięku (Subsonic Society Studio) - Jun Murakawa – asystent przy miksowaniu (Bay 7 Studio) - Brian Gardner – mastering (studio Bernie Grundman Mastering) - Rail Rogut – obsługa Pro Tools - Sako Karayan – technik perkusyjny - Eric i René – technicy gitarowi z ESP Custom Shop Inni - Martin Kvamme – oprawa graficzna albumu - Marcel Lelienhof – zdjęcia - Monica Kvalle – obróbka cyfrowa zdjęć - Monica Bråthen – stylistka |

## Wydania
| Rok  | Nr katalogowy        | Format                                          | Wytwórnia                         | Region            | Źródło |
| ---- | -------------------- | ----------------------------------------------- | --------------------------------- | ----------------- | ------ |
| 2008 | RRCAR 7893-1         | LP, Album                                       | Roadrunner Records, Cargo Records | Europa            | [ 26 ] |
| 2008 | RR 7893-2, MR 3234-2 | CD, Album                                       | Roadrunner Records, Moon Records  | Ukraina           | [ 26 ] |
| 2008 | 460502670034         | CD, Album                                       | Universal Music Russia            | Rosja             | [ 26 ] |
| 2008 | RR 7893-5            | CD, Album + CD, Enh +, Del                      | Roadrunner Records                | Wielka Brytania   | [ 26 ] |
| 2008 | INDIE022BOX          | CD, Album, Dig + CD, Enh, Dig + Box, Nor +, Ltd | Indie Recordings                  | Norwegia          | [ 26 ] |
| 2008 | KOC-LP-4718          | LP, Album                                       | Koch Records                      | Stany Zjednoczone | [ 26 ] |
| 2009 | KOCH-CD-2007         | CD, Album                                       | Koch Records                      | Stany Zjednoczone | [ 26 ] |

## Pozycje na listach
| Lista                   | Kraj              | Pozycja |
| ----------------------- | ----------------- | ------- |
| Top Heatseekers         | Stany Zjednoczone | 18      |
| Top Independent Albums  | Stany Zjednoczone | 42      |
| Sverigetopplistan       | Szwecja           | 26      |
| VG-lista                | Norwegia          | 5       |
| Suomen virallinen lista | Finlandia         | 30      |
| SNEP                    | Francja           | 136     |
| Media Control Charts    | Niemcy            | 73      |